# Jean Rondeau (musicista)
Jean Rondeau (Parigi, 23 aprile 1991) è un clavicembalista francese.
Ha studiato il suo strumento, il clavicembalo, da Blandine Verlet fin dalla tenera età. Ha studiato al Conservatorio Nazionale Superiore di Musica di Parigi e alla Guildhall School of Music di Londra. Ha vinto il premio Giovane Solista al Prix des Radios Francophones Publiques nel 2014. Inoltre ha pubblicato diversi album da solista.

## I primi anni e gli studi
Variamente descritto come un "prodigio", un "tosto virtuoso", ed addirittura un "sex symbol" della musica classica, Jean Rondeau iniziò a suonare il clavicembalo all'età di sei anni dopo aver ascoltato per la prima volta lo strumento alla radio e dicendo ai suoi genitori "Voglio davvero creare quel suono". Ha trascorso un decennio studiando con Blandine Verlet. Studiò al Conservatorio di Parigi e intraprese ulteriori studi alla Guildhall School of Music, dove ebbe come insegnanti Carole Cerasi e James Johnstone.
Nel 2012 Rondeau ha vinto il primo posto nel concorso per clavicembalo al Festival Musica Antiqua di Bruges, in Belgio. Lo stesso anno gli è stato assegnato il Premio EUBO Development Trust dell'Unione Europea e ha vinto il secondo posto al concorso di clavicembalo del Festival Internazionale di Musica di Primavera di Praga.

## Carriera
Rondeau ha vinto il Young Soloist 2014 al Prix des Radios Francophones Publiques. Il suo album di debutto da solista, Imagine, è stato pubblicato dalla Warner Music per l'etichetta Erato nel 2015 e, nel giugno dello stesso anno, Rondeau si è esibito presso l'Ambasciata di Francia a Washington in un impegno dichiarato dalla stampa come "il più propizio Washington debutto della stagione". Nel 2016 è stato pubblicato il suo secondo album solista, Vertigo: Rameau, Royer.
Oltre al suo lavoro da solista, Rondeau si esibisce anche con il quartetto barocco Nevermind ed è il membro fondatore di Note Forget, un ensemble jazz in cui si esibisce al pianoforte.

### Ricezione critica
Il Washington Post ha descritto Rondeau come "un maestro del suo strumento con il tipo di doti comunicative normalmente incontrate in musicisti che hanno il doppio della sua età" e il suo modo di suonare come "maschile, diretto e riccamente umano".
Secondo la rivista australiana di musica classica Limelight, il modo di suonare di Rondeau "sembra bloccato in una lotta tra lirismo e contemplazione, passione e distacco. Il che fa parte della sua magia".

## Discografia parziale
- Bach: Sonates & Solo pour la flûte traversière (2014)
- Bach Imagine (2015)
- Vertigo: Rameau, Royer (2016)
- Bach Dynasty (2017)
- Paula (Music from the film) (2017)
- Scarlatti, Sonatas (2018)
- Barricades (2020)
- Melancholy Grace (2021)
- Bach: Goldberg Variations (2022)
- Gradus ad Parnassum (2023)